# Abdon Baptista
Abdon Baptista (Alternativname: Abdon Batista; * 30. Juli 1851 in Salvador, Bahia; † 15. März 1922 in Joinville, Santa Catarina) war ein brasilianischer Politiker, der unter anderem von 1903 bis 1905 und zwischen 1909 und 1912 Mitglied der Abgeordnetenkammer (Câmara dos Deputados do Brasil) sowie zwischen 1912 und 1914 Mitglied des Senats (Senado) war. Darüber hinaus war er 1906 kommissarischer Gouverneur des Bundesstaates Santa Catarina.

## Leben
Abdon Baptista absolvierte nach dem Schulbesuch ein Studium der Medizin an der Faculdade de Medicina da Bahia, der heutigen Medizinischen Fakultät der Universidade Federal da Bahia, und war nach dessen Abschluss als Arzt sowie später auch als Kaufmann tätig. Er war zeitweise Mitglied der 1831 gegründeten Liberalen Partei (Partido Liberal) und war zwischen 1884 und 1885 sowie erneut von 1888 bis 1889 Mitglied der Legislativversammlung der Provinz Santa Catarina (Assembleia Legislativa Provincial de Santa Catarina). Er war zudem zwischen dem 26. Juni und dem 19. Juli 1889 Vizepräsident der Provinz Santa Catarina. Nach Gründung der Republik Brasilien, der sogenannten „Alten Republik“ (‚República Velha‘) war er zwischen 1891 und 1893 Mitglied der Legislativversammlung von Santa Catarina (Assembleia Legislativa de Santa Catarina) sowie vom 1. Januar 1892 bis zum 23. April 1894 erstmals Bürgermeister (Prefeito) von Joinville. Er war zwischen 1901 und 1906 abermals Mitglied der Legislativversammlung von Santa Catarina sowie zugleich von 1903 bis 1905 Mitglied der Abgeordnetenkammer (Câmara dos Deputados do Brasil).
Baptista war 1906 Vizegouverneur sowie vom 28. September bis zum 21. November 1906 kommissarischer Gouverneur des Bundesstaates Santa Catarina. Er war zwischen 1909 und 1912 abermals Mitglied der Abgeordnetenkammer sowie von 1910 bis 1912 erneut Mitglied der Legislativversammlung von Santa Catarina. 1912 wurde er Mitglied des Senats (Senado) und vertrat in der 29. Legislaturperiode bis 1915 den Bundesstaat Santa Catarina. Nach seinem Ausscheiden aus dem Senat war er für zwei Amtszeiten von 1915 bis 1918 sowie 1919 bis 1921 erneut Bürgermeister von Joinville. Nach ihm wurde Abdon Batista, eine Gemeinde (Municipio) in Santa Catarina benannt.

## Veröffentlichung
- Relatório com que o Exmo. Sr. Dr. L.A.L. de Oliveira Bello, passou a Administração da Província de Sta. Catarina Desterro, 1890.

## Hintergrundliteratur
- Raquel S. Thiago: Coronelismo urbano em Joinville. O caso de Abdon Baptista, Florianópolis, Governo do Estado de Santa Catarina, 1988